# Бен Маккі
Бен МакКі — басист та автор пісень американського інді-рок-гурту "Imagine Dragons".

## Біографія
Бен МакКі народився 7 квітня 1985 року в Форествілі, штат Каліфорнія. З дитинства він грав на акустичній гітарі та скрипці, а в 5 класі зібрав свій власний аутистичний бас. Під час навчання у середній школі Ель-Моліно був членом джазового тріо, де грав на бас-гітарі. Це вплинуло на його рішення щодо вступу до Музичного коледжу Берклі. Там він був членом гітарного ансамблю, де грав разом зі своїми майбутніми колегами по "Imagine Dragons" Вейном Сермоном та Деніелом Платцманом.
У 2008 році до МакКі надійшло запрошення від того таки Вейна Сермона переїхати до Лас-Вегасу та вступити до "Imagine Dragons". Бен покинув навчання в коледжі на останньому семестрі, щоб приєднатись до гурту. Також саме МакКі запросив ударника Деніела Платцмана, завершивши формування складу групи.

## Нагороди
- Орден «За заслуги» ІІІ ступеня (Україна, 23 серпня 2022) — за значні особисті заслуги у зміцненні міждержавного співробітництва, підтримку державного суверенітету та територіальної цілісності України, вагомий внесок у популяризацію Української держави у світі.[2]